# 코네티컷 서부 보류지
코네티컷 서부 보류지(Connecticut Western Reserve)는 코네티컷 식민지와 코네티컷주가 펜실베이니아주와 분쟁에서 잃지 않은 서부 지역 중 1786년 연방정부에 할양하지 않고 남은 지역이다.

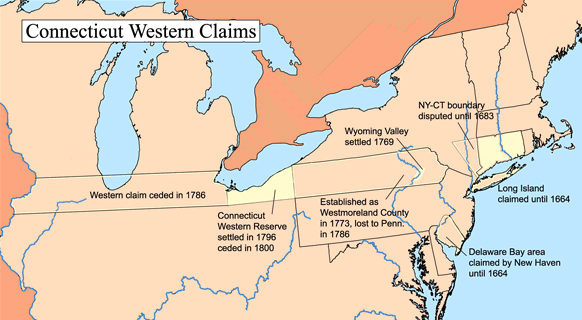
미국 서부에 대한 코네티컷주의 영토 주장

코네티컷주는 이후 이곳을 토지회사에 매각했고, 소유권과 행정권이 어디 있는지 논란이 되었다. 미국 연방 정부는 이곳이 코네티컷주의 월경지라고 결정했고 코네티컷주로부터 매입 하였다. 그리고 북서부 영토를 거쳐 오늘날 오하이오주의 일부이다.
케이스 웨스턴 리저브 대학교는 이 지명의 흔적이다.